# Polská literatura
Polská literatura je literaturou spjatou s územím polského státu a psanou příslušníky polského národa (doma i v zahraničí), a to převážně v polštině, ale také v jiných jazycích, jako je staroslověnština, latina, jidiš, němčina, ukrajinština, běloruština, nebo litevština. Tradice literatury na polském území sahá do raného středověku a úzce souvisí s pronikáním křesťanské víry. Literatura v polštině se rozvíjí od 12. století. Polská literatura se může pochlubit pěti Nobelovými cenami za literaturu: Henryk Sienkiewicz (1905), Władysław Reymont (1924), Czesław Miłosz (1980), Wisława Szymborska (1996), Olga Tokarczuková (2018), někdy se počítá i cena šestá, pro polského rodáka Isaaca Bashevise Singera (1978).

## Vývoj

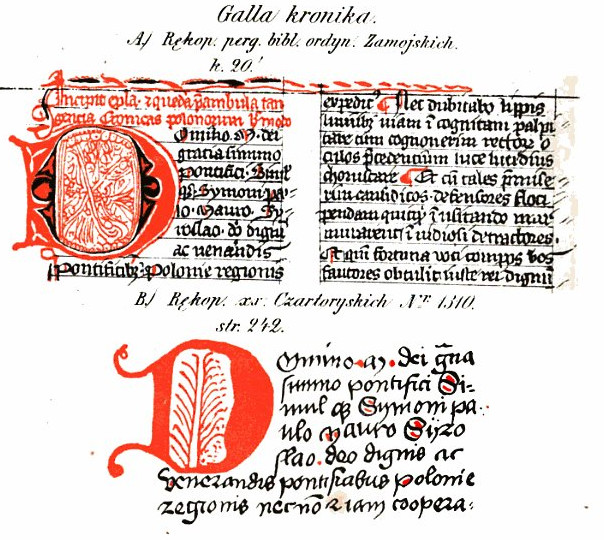
Úvod Gesta principum Polonorum, faksimile z roku 1864

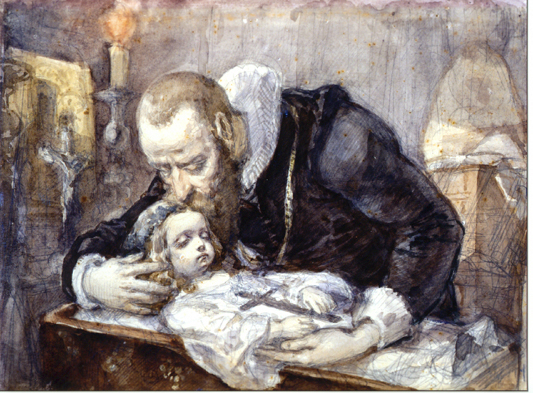
Jan Kochanowski líbá mrtvou dcerku na obraze Jana Matejka

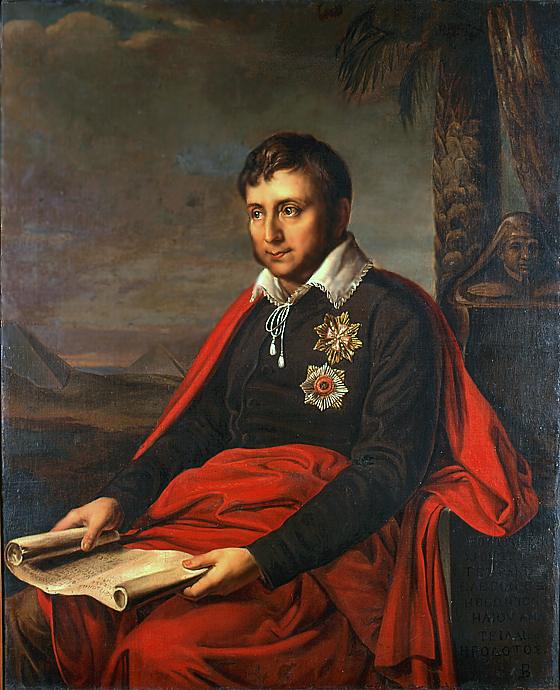
Jan Potocki na obraze Alexandra Grigorjeviče Varneka

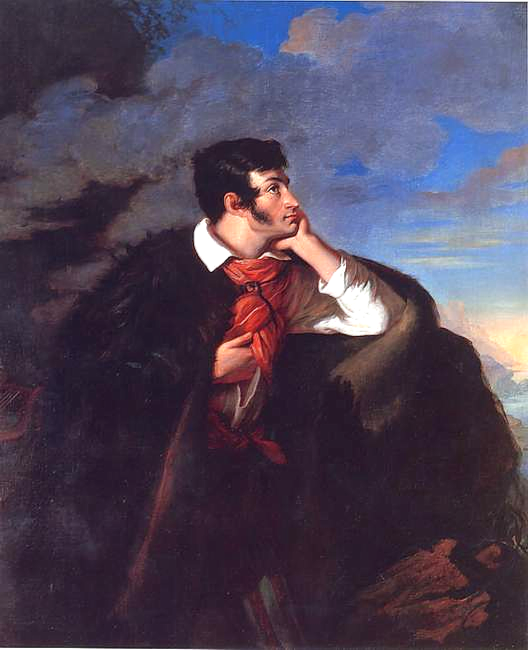
Adam Mickiewicz na obraze Walenty Wańkowicze

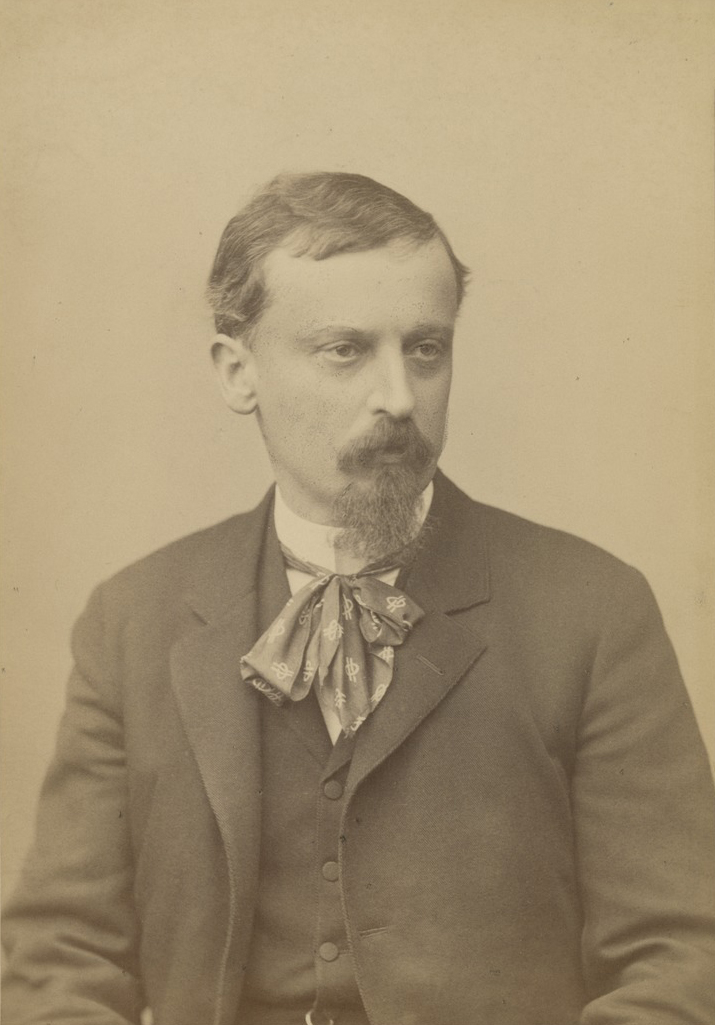
Henryk Sienkiewicz

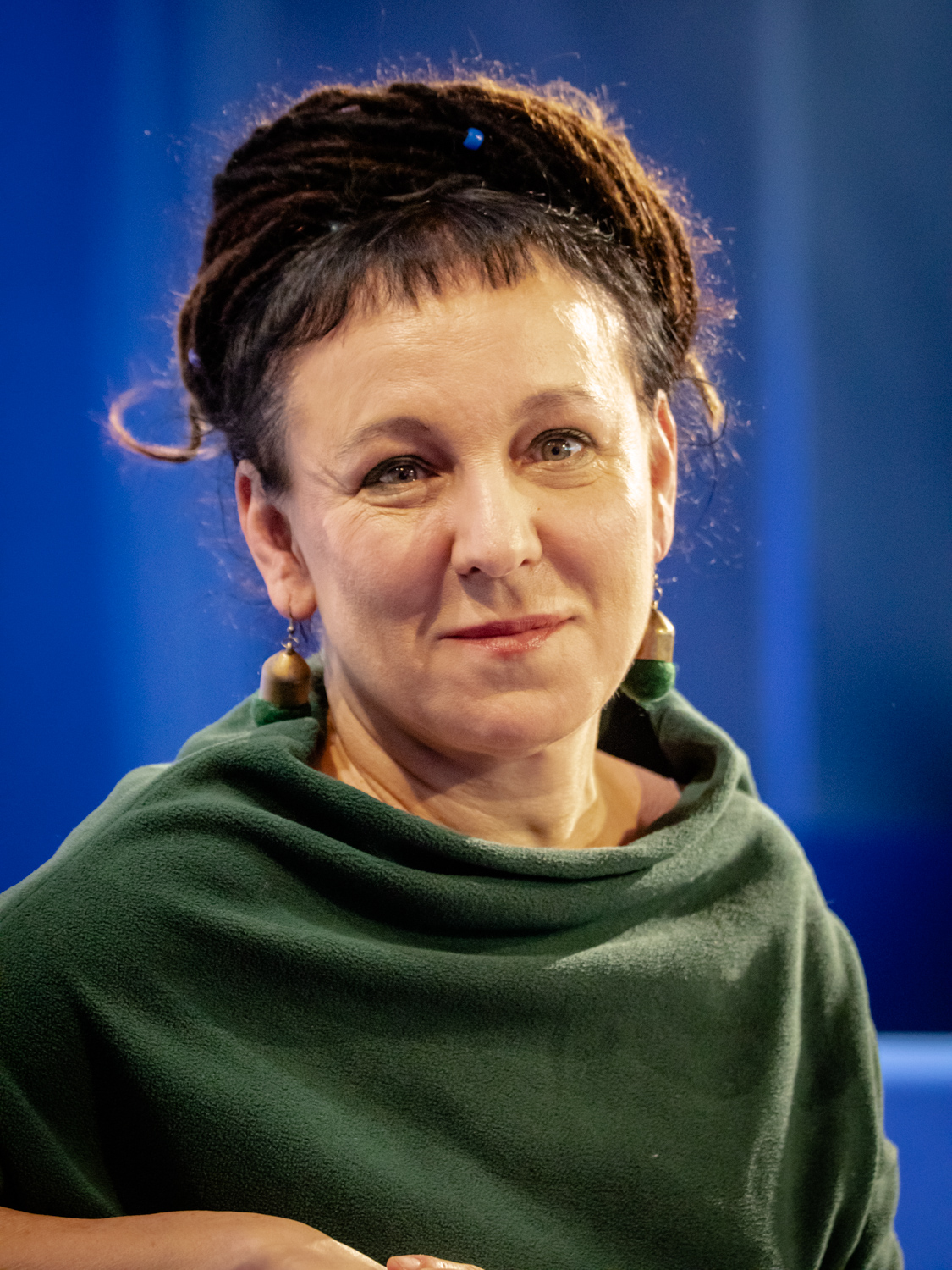
Olga Tokarczuková

Počátky polského písemnictví jsou, podobně jako v zemích českých, spjaty se staroslověnštinou, která do Polska pronikla po roce 863 z Velké Moravy (hovoří se o tzv. velkomoravské literární škole).
Středověká literatura byla zpočátku psaná hlavně v latině, ať už šlo o legendy (Legenda o sv. Vojtěchovi, Legenda sv. Stanislavovi, hymnus Gaude Mater Polonia), nebo o kroniky (Gesta principum Polonorum Galla Anonyma, Historia Polonica Wincenty Kadłubka, Velkopolská kronika neznámého autora, Annales seu cronici incliti regni Poloniae Jana Długosze).
Ve 12. století se jako literární jazyk začíná vzmáhat i polština, k nejstarším polsky psaným dílům patří píseň Bogurodzica (která dlouho sloužila jako národní hymna), Svatokřížská a Hnězdenská kázání, žaltář královny Jadvigy, bible královny Žofie, Legenda o sv. Alexejovi či apokryf Rozmyślanie przemyskie (Přemyšlské přemítání).
Rozvoji vzdělanosti a naukové literatury výrazně napomohlo založení univerzity v Krakově (1364) králem Kazimírem III. Velikým. V Krakově v 70. letech 15. století také vzniklo první nakladatelství v Polsku, vedené Kasperem Straubem, a roku 1488 první učená společnost Sodalitas Litterarum Vistulana. V Krakově byla rovněž vytištěna roku 1513 první kniha v polštině (Raj duszny Biernata z Lublina).
Z konce 15. století pochází významná básnická skladba Rozmowa mistrza Polikarpa ze śmiercią (Rozhovor Mistra se Smrtí). Ne zcela běžný vliv českého husitství se projevil kupříkladu v Písni o Viklefovi (Cantilena vulgaris) Jędrzeje Gałky z Dobczyna (v Čechách obvykle zvaného Andrzej).
Renesanční období (zhruba 1520–1620) znamená jeden z vrcholů polské literatury. Latinský humanismus reprezentovali Filip Kallimach, Jan Ostroróg, Jan Łaski, Andrzej Frycz Modrzewski, Stanisław Orzechowski, Maciej Kazimierz Sarbiewski nebo Mikuláš Koperník (zejm. spis De revolutionibus…). Také polsky tvořící humanisté vytvořili silnou skupinu: Biernat z Lublina, Jan z Koszyczka, Mikołaj Rej, Łukasz Górnicki, Sebastian Fabian Klonowic, Szymon Szymonowic a především pak básník Jan Kochanowski, patrně první evropsky významný autor píšící polsky. Mimořádně plodný autor (301 frašek, 59 písní, 150 přeložených žalmů, 19 žalozpěvů věnovaných zemřelé dceři Voršilce, krom toho překlady a odborné práce) mimo jiné zpopularizoval pověst o Čechovi a Lechovi. Na rozhraní českého a polského kulturního prostoru tehdy stál historik Bartoloměj Paprocký z Hlohol a Paprocké Vůle, který mimo jiné překládal do češtiny právě Kochanowského.
Jako i jinde v Evropě, renesance a humanismus byli vystřídány, v souvislosti s dějinnými zvraty (reformace a protireformace), novými trendy, zejména manýrismem a barokem. Polská katolická společnost na baroko reagovala pozitivně, vstřícně a tvůrčím způsobem. K manýrismu je řazena lyrika Mikołaje Sępa Szarzyńského. Jakýsi protireformační manifest sepsal jezuita Piotr Skarga (Kazania sejmowe). V barokní lyrice vynikli Jan Andrzej Morsztyn a Szymon Zimorowic, v epice Samuel Twardowski. Z barokní prózy mají váhu, nejen literární, ale i historiografickou, memoáry Jana Chryzostoma Paska.
Na konci baroka, spolu s demokratizací literatury, především s jejím rozšířením do měšťanských vrstev, se začínají objevovat i nové žánry. Je to například satira, kterou si osvojil Krzysztof Opaliński (mj. přítel J. A. Komenského), či humoristická literatura, typicky s postavou Enšpígla, která byla převzata z německého kulturního prostoru. V Polsku byla v 17. století mimořádně populární, říká se jí sowizdrzalska literatura a k jejím hlavním autorům patřili Jan Jurkowski či Piotr Baryka. Mnohá díla však byla anonymní.
Ve druhé polovině 18. století vstupuje do polské kultury osvícenství. V literatuře se projevuje jak úvahami a publicistikou (Stanisław Staszic, Hugo Kołłątaj), tak v dramatu (Julian Ursyn Niemcewicz, Franciszek Bohomolec, Alojzy Feliński), poezii (Stanisław Trembecki, Kajetan Koźmian) či v humoristické literatuře (Ignacy Krasicki).
Na přelomu 18. a 19. století pronikl i do polské literatury preromantismus. Prvním a hlavním představitelem polského preromantismu byl básník Franciszek Karpiński, který do polské poezie vnesl svět prostého člověka s touhou po svobodě, rousseaovskou nechuť k městu, oslavu venkovského způsobu života a inspiraci lidovou písní. Z dalších autorů lze jmenovat básníky Franciszka Dionizy Kniaźnina a Franciszka Zabłockého a také jednoho z nejoriginálnějších spisovatelů své doby, polského vědce, literáta, cestovatele a politika Jana Potockého, známého dnes především jako autora původně francouzsky napsaného románu Rukopis nalezený v Zaragoze (Le Manuscrit trouvé à Saragosse, polsky Rękopis znaleziony w Saragossie), který poprvé vyšel v celku až v roce 1847 v polském překladu v Lipsku a ve kterém Potocki jako první zpracoval upírské téma v beletrii. Jde o velmi zvláštní dílo vystavěné podle vzoru Pohádek tisíce a jedné noci, kdy základní rámcový příběh je prokládán jinými, v nichž jsou vloženy ještě další a v nich zase jiné. V těchto epizodách se pak střídají různé druhy výpravné prózy s rytířskými, dobrodružnými, fantastickými i komickými náměty.
19. století přineslo vlnu romantismu. Polský kulturní prostor na romantické impulsy reagoval mimořádně silně, kreativně a také vášnivě, což bylo jen posíleno ztrátou polské samostatnosti (viz dělení Polska) a tím, že někteří autoři museli tvořit v exilu. Za největší romantické autory jsou považování Adam Mickiewicz, Juliusz Słowacki a Zygmunt Krasiński. Polská literární historie o nich hovoří jako o "třech bardech polské literatury". Zejména Mickiewicz vstoupil i do literatury světové a patří k nejznámějším polských spisovatelům všech dob. Za jeho vrcholné dílo je považována epická báseň Pan Tadeusz z roku 1834, pojednávající o ideálech cti a touze po svobodě polské šlechty na počátku 19. století. Všichni tři jmenovaní "bardi" působili v emigraci. Tak trochu v jejich stínu stojí postromantický básník Cyprian Kamil Norwid, teprve pozvolna doceňovaný.
Typickým bylo, že autoři, kteří zůstali po rozbití Polska doma, volili místo romantismu spíše realimus. Vrcholnou podobu této tendence představoval Henryk Sienkiewicz, druhá nejzářivější hvězda polské literatury, která jako první Polák obdržela Nobelovu cenu za literaturu. Proslavil se především svými historickými romány (Potopa, Křižáci, Ohněm a mečem, Quo vadis). Jen o něco méně známým ve světě se stal Bolesław Prus. Poezie tvořená na polském území byla zatlačena na úkor těchto realistických romanopisců do pozadí, k jejím nejvýraznějším představitelům patřil Adam Asnyk. V dramatu to byli Aleksander Fredro a Gabriela Zapolska.
Konec století přinesl modernistické inspirace. V literatuře je reprezentovalo hnutí Młoda Polska (Mladé Polsko). K jeho hlavním osobnostem patřil Władysław Reymont, který byl oceněn i Nobelovou cenou. Druhou klíčovou osobností Mladého Polska byl Stefan Żeromski. Z dalších můžeme jmenovat např. Stanisłava Wyspiańského.
Po vzniku republiky roku 1918 přišla vlna avantgardy, zejména v poezii (tzv. skupina Skamander, jež byla založena roku 1919) a v dramatu (Stanisław Ignacy Witkiewicz). Prózu avantgarda ovlivnila méně, ale měla svou nezpochybnitelnou sílu, zejména v podobě děl Witolda Gombrowicze a vynikajícího stylisty Bruno Schulze. K dalším patří Maria Dąbrowska, Zofia Nałkowska či Juliusz Kaden-Bandrowski.
Po druhé světové válce se autoři pokoušeli navázat na silnou meziválečnou tradici. K hlavním představitelům této tendence patřil Czesław Miłosz, třetí Polák, který si nakonec vysloužil Nobelovu cenu za literaturu. Jako jeho souputníky lze označit Konstanty Ildefonse Gałczyńského, Jerzyho Andrzejewského, Tadeusze Brezu nebo Marii Kuncewiczowou.
Někteří autoři, jako všude jinde v komunistickém bloku, v 50. letech tvořili díla propagandistická a budovatelská. V Případě Polska bývá vzpomínán jinak významný básník Julian Tuwim, před válkou avantgardista a jeden ze skamanderistů.
K autorům, kteří se pokoušeli zpracovat zkušenost druhé světové války, patřil zvláště Tadeusz Różewicz. Ale byli to i Tadeusz Borowski či Miron Białoszewski.
Po roce 1956, jistěže v souvislosti s odhalením Stalinova "kultu osobnosti" v SSSR, nastoupila nová, silná básnická generace. Jejími ústředními postavami byli Wisława Szymborska (4. Nobelova cena pro polskou literaturu) a Zbigniew Herbert. Szymborska, pevně svázaná s Krakowem a jeho svobodnou, středoevropskou duší, proslula jako královna úspornosti a v ženské literatuře ne tak časté ironie. Herbertova poezie, silně úvahová, ba esejistická, byla často srovnávána s dílem českého básníka Miroslava Holuba, oba tvůrci byli ostatně přáteli a Holub Herberta překládal do češtiny. Dalšími představiteli této generace byli Jerzy Harasymowicz a Ernest Bryll. V divadelnictví se nová atmosféra po roce 1956 projevila zejména objevováním absurdního dramatu, v čemž vynikl Sławomir Mrożek.
Objevili se i noví prozaici (Marek Hłasko, Edward Stachura, Tadeusz Nowak, Wiesław Myśliwski), ale do světa se začalo dařit pronikat zejména autorům tzv. žánrové literatury. Na prvním místě to byl klasik vědeckofantastické literatury Stanislav Lem. V žánru humoristické literatury se to podařilo Stanisławu Jerzy Lecovi. Tato tradice přetrvává, jak dokazuje nedávný úspěch Andrzeje Sapkowského v žánru fantasy.
V 70. letech se přihlásila nová básnická generace, tzv. Nowa Fala (Stanisław Barańczak, Adam Zagajewski), jejíž příslušnici povětšinou emigrovali v roce 1981, poté, co moc uchopil pučem generál Jaruzelski.